# Albin Walenty Rak
Albin Walenty Rak ps. „Lesiński” (ur. 13 lutego 1898 w Krotoszynie, zm. 31 maja 1960 w Ostrowie Wielkopolskim) – podpułkownik artylerii Wojska Polskiego, ostatni komendant główny Narodowych Sił Zbrojnych i pierwszy Narodowego Zjednoczenia Wojskowego. Po scaleniu NSZ z Armią Krajową został skazany na śmierć przez samozwańczy Sąd Wojenny przy Komendzie Głównej NSZ. 15 czerwca 1944 został porwany przez przeciwników scalenia i wymuszono na nim zrzeczenie się pełnionych funkcji, odwołanie wcześniejszych rozkazów i podporządkowanie się komendantowi głównemu NSZ-ONR płk. Stanisławowi Nakoniecznikowowi-Klukowskiemu „Kmicicowi”. Po zwolnieniu przez porywaczy natychmiast unieważnił wymuszone decyzje.

## Życiorys

### Młodość i udział w I wojnie światowej
Syn Józefa i Marii z domu Lesińskiej. Od 1915 uczył się w seminarium nauczycielskim w Rawiczu. W listopadzie 1916 został powołany do armii niemieckiej, gdzie służył w 37 pułku artylerii polowej na froncie rosyjskim, a od marca 1917 – na froncie francuskim, m.in. pod Verdun. W grudniu 1918 zdezerterował i w styczniu 1919 uczestniczył w powstaniu wielkopolskim w walkach w Krotoszynie.

### W Wojsku Polskim
Od końca stycznia 1919 służył ochotniczo w Wojsku Polskim. Początkowo przydzielono go do Szkoły Podoficerów Artylerii w Toruniu. Był tam kolejno instruktorem i adiutantem. W lutym 1920 został przydzielony do Centralnego Obozu Podoficerskich Szkół Artylerii w Toruniu, gdzie sprawował funkcje kolejno: adiutanta dywizjonu artylerii, od września 1921 – drugiego oficera, a od października tego roku – adiutanta całego Obozu. Po ukończeniu Szkoły Młodszych Oficerów Artylerii w Toruniu (od kwietnia 1923 do kwietnia 1924) był instruktorem w Oficerskiej Szkole Artylerii w Toruniu. W styczniu 1926 przeniesiono go do 7 pułku artylerii ciężkiej w Poznaniu, gdzie był kolejno: instruktorem w drużynie łączności, od czerwca tego roku – oficerem ogniowym baterii artylerii, od maja 1926 – dowódcą baterii, od kwietnia 1927 – dowódcą plutonu łączności, od listopada tego roku – komendantem szkoły podoficerskiej w pułku, a od maja 1928 – ponownie dowódcą baterii. Jednocześnie w latach 1928–1930 studiował jako wolny słuchacz na Wydziale Filozoficznym Uniwersytetu Poznańskiego. We wrześniu 1930 został przeniesiony do Szkoły Podchorążych Rezerwy Artylerii we Włodzimierzu Wołyńskim, gdzie był instruktorem baterii. Po ukończeniu kursu doszkoleniowego w Szkole Strzelań Artylerii w Toruniu (od kwietnia do września 1931) powrócił na stanowisko instruktora i dowódcy baterii szkolnej. Od kwietnia 1933 był też instruktorem wychowania fizycznego dywizjonu. 27 czerwca 1935 został mianowany na stopień majora ze starszeństwem z dniem 1 stycznia 1935 roku i 30. lokatą w korpusie oficerów artylerii. W sierpniu tego roku został wyznaczony na stanowisko dowódcy dywizjonu w SPR Art. W 1936 został przeniesiony do 16 pułku artylerii lekkiej w Grudziądzu na stanowisko dowódcy dywizjonu. Później został przesunięty na stanowisko II zastępcy dowódcy pułku (kwatermistrza).

### Udział w kampanii 1939 roku
W trakcie wojny obronnej 1939 był dowódcą II dywizjonu 16 pułku artylerii lekkiej w składzie 16 Dywizji Piechoty wchodzącej do Grupy Operacyjnej „Wschód” Armii „Pomorze”. Wzięty do niewoli i osadzony w Oflagu II B w Arnswalde (Choszczno), został zwolniony w 1942 ze względu na stan zdrowia. Zamieszkał w Skierniewicach, pracując jako tłumacz w urzędzie melioracyjnym starostwa łowickiego.

### Zaangażowanie się w NSZ
W marcu 1943 zaangażował się w działalność konspiracyjną w Narodowych Siłach Zbrojnych, gdzie go mianowano zastępcą szefa sztabu Komendy Głównej NSZ. Od sierpnia do października 1943 był p.o. szefa sztabu. 1 listopada tego roku został zatwierdzony przez Komendanta Głównego NSZ płk. dypl. Tadeusza Kurcyusza ps.  „Żegota” na stanowisku I zastępcy szefa sztabu. Po podpisaniu 7 marca 1944 umowy scaleniowej między NSZ i AK podporządkował się tej decyzji. Zgodnie z jej warunkami Komendant Główny AK gen. Tadeusz Bór-Komorowski zatwierdził mu stopień podpułkownika. Podczas kryzysu wewnątrzorganizacyjnego w łonie NSZ – po śmierci płk. dypl. Tadeusza Kurcyusza i rezygnacji szefa sztabu NSZ płk. Wacława Świecińskiego ps. „Tuwar” z funkcji pełnomocnika dowódcy AK ds. NSZ i Komendanta Głównego NSZ – objął 6 maja tego roku te stanowiska. W tym samym dniu wystosował pismo do Komendanta Głównego AK z prośbą o dalsze rozkazy. 5 czerwca został przez niego zaprzysiężony i mianowany jego pełnomocnikiem ds. NSZ i Komendantem Głównym NSZ. Przeciwnicy scalenia, wywodzący się z ONR, już 21 kwietnia powołali samozwańczą tzw. Radę Polityczną Narodowych Sił Zbrojnych, a komendantem głównym NSZ obwołali mjr/płk NSZ Stanisława Nakoniecznikowa-Klukowskiego ps. „Kmicic”, na którym ciążył wyrok śmierci za dezercję z AK. Rada Polityczna NSZ ogłosiła, że to sam Kurcyusz przed śmiercią mianował swoim następcą Nakoniecznikowa, wydając kilka antydatowanych i fałszywych rozkazów podpisanych rzekomo przez zmarłego. Od tej pory w konspiracji działały dwie, odrębne organizacje NSZ: oenerowska Nakoniecznikowa, która kwestionowała umowę scaleniową z AK oraz endecka Raka, która stała na gruncie tego porozumienia.
10 maja płk Nakoniecznikow-Klukowski skierował sprawę ppłk. Raka do samozwańczego Sądu Wojennego przy Komendzie Głównej NSZ, który 2 czerwca skazał go na karę śmierci, utratę praw publicznych i obywatelskich praw honorowych na zawsze i wydalenie z korpusu oficerskiego. Tekst wyroku został ogłoszony w piśmie „Narodowe Siły Zbrojne” nr 7 z 13 czerwca razem z komunikatem Rady Politycznej NSZ zatwierdzającym wyrok i dopuszczającym możliwość ułaskawienia po wyrażeniu „czynnego żalu”, czyli anulowaniu wszystkich dotychczasowych rozkazów i podporządkowaniu się „Kmicicowi”. Jednocześnie 15 czerwca ppłk Rak został porwany z ulicy przez bojówkę NSZ-ONR (niescalonego) i wymuszono na nim zrzeczenie się pełnionych funkcji, odwołanie poprzednich rozkazów oraz podpisanie odpowiednich pism skierowanych do „Kmicica” i Komendanta Głównego AK. Po uwolnieniu odwołał jednak wymuszoną rezygnację w rozkazie oficerskim nr 11 z 20 czerwca, potępiając takie metody. W rezultacie kontynuował akcję scaleniową, w wyniku której większość sił NSZ scaliła się z AK. Jednak zwłaszcza w Polsce centralnej i południowej oenerowcy zachowali istotne wpływy.
Wziął udział w powstaniu warszawskim, a po kapitulacji opuścił miasto wraz z ludnością cywilną. 

### Udział w konspiracji w NZW
Gdy w listopadzie 1944 doszło na naradzie w Grodzisku Mazowieckim do połączenia dawnych oddziałów NOW i NSZ (scalonych z AK) w Narodowe Zjednoczenie Wojskowe, został wyznaczony na Komendanta Głównego tej organizacji. Funkcję tę pełnił nominalnie jedynie do końca maja 1945, przekazując ją następnie ppłk. Tadeuszowi Danilewiczowi. Jednocześnie w lutym 1945 zgłosił się do służby w ludowym Wojsku Polskim, ale nie został przyjęty.

### Końcowy okres życia
Zamieszkał wówczas we wsi Cieszyn w powiecie ostrowskim, podejmując pracę jako nauczyciel w miejscowej szkole powszechnej. Został aresztowany przez Ministerstwo Bezpieczeństwa Publicznego 18 sierpnia 1945 i osadzony w więzieniu w Poznaniu. Zwolniony 16 maja 1946, powrócił do wsi Cieszyn, gdzie był nauczycielem, od września 1947 pełnił obowiązki kierownika szkoły, od sierpnia 1950 – nauczycielem, a od kwietnia 1958 – kierownikiem szkoły podstawowej.
Zmarł 31 maja 1960 w Ostrowie Wielkopolskim, pochowany na cmentarzu w Cieszynie.
Był żonaty od 1921 z Jadwigą z domu Zielińską, miał dwóch synów: Albina i Józefa. 

## Ordery i odznaczenia
- Srebrny Krzyż Zasługi (25 maja 1929)[9]